# Raionul Jmerînka, Vinnița
Jmerînka (în ucraineană Жмеринський район, transliterat: Jmerînskîi raion) este un raion în regiunea Vinnița, Ucraina. Reședința sa este orașul regional Jmerînka, care nu aparține raionului.

## Demografie
Componența lingvistică a raionului Jmerînka
     Ucraineană (97,67%)
     Rusă (2,06%)
     Alte limbi (0,13%)
Conform recensământului din 2001, majoritatea populației raionului Jmerînka era vorbitoare de ucraineană (97,67%), existând în minoritate și vorbitori de rusă (2,06%).